# Independent Newspapers
Die Independent Newspapers Limited (INL) war ein Unternehmen der Medienbranche in Neuseeland. Das Unternehmen besaß zuletzt 59 regionale und überregionale Tageszeitungen des Landes sowie 14 Magazine.

## Geschichte
Am 10. Dezember 1906 wurde The Wellington Publishing Company Limited mit dem Ziel gegründet, in Wellington eine morgendlich erscheinende Tageszeitung auf den Markt zu bringen. Dies geschah mit The Dominion, einer konservativen Tageszeitung, die mit dem Tag (26. September 1907), an dem Neuseeland zu einer Dominion  erklärt wurde, erstmals erschien. Zielgruppe der Zeitung waren Farmer und Geschäftsleute. 1927 übernahm die Zeitung das Konkurrenzblatt New Zealand Times und 1964 kaufte sich Rupert Murdoch mit seiner News Limited in das Wellingtoner Zeitungsunternehmen ein.
Am 8. Juni 1972 fusionierte die Wellington Publishing Company mit Teilen der Blundell Bros, die die Evening Post herausgab, und wurde fortan Independent Newspapers Limited genannt. Die Blundell Bros wurde später 1976 in Wellington Newspaper Limited umbenannt und im Januar 2003 aufgelöst. Die Independent Newspapers kaufte in den folgenden Jahren zahlreiche Zeitungen und Magazine des neuseeländischen Zeitungsmarktes auf und gehörte mit der APN News & Media schließlich zu den beiden dominierenden Zeitungsunternehmen Neuseelands. Am 30. Juni 2003 wurden alle der Independent Newspapers gehörenden neuseeländischen Zeitungen und Magazine für 1,036 Milliarden Australische Dollar an die John Fairfax Holdings Limited verkauft.
Die Independent Newspapers dagegen, wurde zum 1. Juli 2005 mit Sky Network Television Limited und der Merger Company 2005 Limited fusioniert, zuerst Merger Company 2005 Limited genannt und danach in Sky Network Television Limited umbenannt.